# Prompt chaining
O prompt chaining é uma técnica de programação que permite encadear comandos em um prompt de linha de comando. Com essa técnica, é possível executar vários comandos de uma só vez, simplificando o processo de automação de tarefas e aumentando a eficiência na execução de rotinas. A utilização do prompt chaining requer conhecimentos básicos de programação e da sintaxe do sistema operacional utilizado. 